# Gruta dos Principiantes
A Gruta dos Principiantes é uma gruta portuguesa localizada na freguesia dos Biscoitos, concelho da Praia da Vitória, ilha Terceira.
Encontra-se relativamente perto da Gruta dos Balcões, no interior da ilha Terceira. Esta cavidade apresenta uma geomorfologia de origem vulcânica em forma de tubo de lava localizado em encosta.
Apresenta-se com 486 m. comprimento por uma altura máxima de 4 m. e por largura também máxima de 12 m.